# HueningKai
Kai Kamal Huening mais conhecido por Huening Kai (hangul: 휴닝카이) nascido em Honolulu, Havaí, Estados Unidos em 14 de agosto de 2002; é um cantor, compositor, multi-instrumentista, produtor musical, e dançarino americano-coreano, membro do grupo masculino sul-coreano Tomorrow X Together.

## Biografia
Kai viveu por vários meses nos Estados Unidos, antes de se mudar para a China. Por influência da carreira de seu pai como cantor, Kai esteve em contato com a música desde a infância. Posteriormente, ele e sua família se mudaram para a Coreia do Sul, onde Kai participou inicialmente de diversas audições para empresas de entretenimento ao lado de sua irmã, nas quais foram reprovados. Mas, indicado por um olheiro da Big Hit Entertainment presente em tais ocasiões, ele participou de audições para a empresa, que o aprovou.

## Carreira
Em janeiro de 2019, após um período de três anos de treinamento, Huening Kai foi o terceiro a ser confirmado como membro do grupo da Big Hit Entertainment, o Tomorrow x Together. Ele fez sua estreia oficial com seu grupo em 4 de março de 2019 com o mini-álbum The Dream Chapter: Star. Ele é evidenciado pela mídia por seus traços únicos, beleza incomum e pelo seu rápido crescimento em estatura desde seu debut. No primeiro álbum de estúdio de seu grupo, realizou uma participação como letrista e compositor da terceira faixa 'Roller Coaster'. Já no segundo álbum de estúdio, ele contribuiu na produção da faixa 'Dear Sputnik'.

## Discografia

### Composições
Como Co-compositor
| Ano  | Artista | Canção                                                               | Álbum                              | Notas                      |
| ---- | ------- | -------------------------------------------------------------------- | ---------------------------------- | -------------------------- |
| 2019 | TXT     | "Roller Coaster"                                                     | The Dream Chapter: Magic           | Compositor                 |
| 2020 | TXT     | "Maze in the Mirror"                                                 | The Dream Chapter: Eternity        | Compositor                 |
| 2020 | TXT     | "Sweat"                                                              | -                                  | Compositor                 |
| 2020 | TXT     | "Ghosting"                                                           | minisode1 : Blue Hour              | Compositor                 |
| 2020 | TXT     | "Blue Hour"                                                          | minisode1 : Blue Hour              | Compositor                 |
| 2020 | TXT     | "We Lost The Summer"                                                 | minisode1 : Blue Hour              | Compositor                 |
| 2020 | TXT     | "Wishlist"                                                           | minisode1 : Blue Hour              | Compositor                 |
| 2020 | TXT     | "Way Home"                                                           | minisode1 : Blue Hour              | Compositor                 |
| 2021 | TXT     | “No Rules”                                                           | The Chaos Chapter: Freeze          | Compositor                 |
| 2021 | TXT     | "Dear Sputnik"                                                       | The Chaos Chapter: Freeze          | Produtor/Compositor        |
| 2021 | TXT     | "0X1=LOVESONG (I Know I Love You) feat. pH-1, Woodie Gochild, Seori" | -                                  | Compositor                 |
| 2021 | TXT     | "Moa Diary (Dubaddu Wari Wari)"                                      | The Chaos Chapter: Fight Or Escape | Compositor                 |
| 2021 | TXT     | "Sweet Dreams"                                                       | -                                  | Christmas Carol/Compositor |
| 2022 | TXT     | "Opening Sequence"                                                   | minisode 2: Thursday's Child       | Compositor                 |
| 2022 | TXT     | "Lonely Boy"                                                         | minisode 2: Thursday's Child       | Compositor                 |

Outras canções
| Ano  | Título                                       | Formato                     | Notas |
| ---- | -------------------------------------------- | --------------------------- | ----- |
| 2020 | In My Blood (Original By Shawn Mendes)       | Download digital, streaming | Cover |
| 2020 | Thank u, Next (Original By Ariana Grande)    | Download digital, streaming | Cover |
| 2020 | F2020 (Original By Avenue Beat)              | Download digital, streaming | Cover |
| 2021 | Sriracha (Original By Marteen)               | Download digital, streaming | Cover |
| 2021 | Youngblood (Original By 5 Seconds Of Summer) | Download digital, streaming | Cover |
| 2022 | sk8er boy (original by Avril Lavigne)        | Download digital, streaming | Cover |

## Filmografia

### Programas online
| Ano  | Título                      | Canal            | Notas                        | Episódios  |
| ---- | --------------------------- | ---------------- | ---------------------------- | ---------- |
| 2019 | TALK X TODAY                | V Live & YouTube | Reality Show, 4 temporadas   | 30         |
| 2020 | TO DO X TOMORROW X TOGETHER | V Live & Weverse | Programa de variedades       | Em emissão |
| 2020 | WeeklyTXT                   | AbemaTV          | Reality Show semanal japonês | Em emissão |
| 2020 | TALK X TODAY: ZERO          | V Live & YouTube | Reality Show pré-estreia     | 3          |

### Rádio
| Ano  | Programa      | Rede | Data de ínicio | Data de término |
| ---- | ------------- | ---- | -------------- | --------------- |
| 2021 | EBS Listen FM | EBS  | 10 de janeiro  | 02 de maio      |

### Apresentador
| Ano  | Programa   | Rede | Data           |
| ---- | ---------- | ---- | -------------- |
| 2020 | Music Bank | KBS  | 24 de julho    |
| 2021 | Music Bank | KBS  | 19 de novembro |

### Televisão
| Ano  | Título        | Canal | Notas       |
| ---- | ------------- | ----- | ----------- |
| 2019 | One Dream.TXT | Mnet  | 8 episódios |